# Ё
Ё, ё — 7-а літера білоруської, русинської та російської абеток. Використовується також в деяких неслов'янських абетках на основі гражданської кирилиці (наприклад, у киргизькій, монгольській, чуваській і удмуртській). Після приголосних означає їхню м'якість (якщо це можливо) і звук [o]; у інших випадках — поєднання [jo].
У російській мові (тобто в російському правописі) літера «ё» використовується перш за все в тих позиціях, де вимова [(j)o] утворилася з [(j)e], чим і пояснюється похідна від «е» форма літери (запозичена із західних писемностей). У російському правописі, на відміну від білоруського, простановка крапок над «ё» факультативна.
У словах російського походження (окрім слів з приставками рос. трёх- і рос. четырёх-) завжди несе наголос. У окремих випадках ненаголошеного використання (що можливо тільки в запозиченнях: рос. кёнигсбе́ргские сёрфинги́сты, або словах з префіксами трёх- і четырёх-: рос. четырёхча́стный) фонетично тотожна з російськими «е» і «я» або має побічний наголос, але може відображати особливості написання в мові-джерелі.
В інших слов'янських кирилицях літера «ё» не використовується. В українській і болгарській писемностях для позначення відповідних звуків пишуть ьо після м'яких приголосних і йо в інших випадках. У сербській писемності (і побудованої на її базі македонської) взагалі немає особливих літер для голосних йотованих і (або) пом'якшувальних попередню приголосну, оскільки для відмінності складів з м'якою і твердою приголосною там застосовуються не різні голосні літери, а різні приголосні, а йот завжди пишеться окремою літерою. У церковнослов'янській абетках аналогічної «ё» літери немає внаслідок відсутності у питомих словах відповідних поєднань звуків, у запозиченнях для даного звукосполучення використовували диграф «їо»; російське «йокання» є поширеною помилкою при читанні церковнослов'янського тексту.

## Таблиця кодів
| Кодування            | Реєстр | Десятковий код | Шістнадцятковий код | Вісімковий код | Двійковий код                       |
| -------------------- | ------ | -------------- | ------------------- | -------------- | ----------------------------------- |
| Юнікод (монолітний)  | Велика | 1025           | 0401                | 002001         | 00000100 00000001                   |
| Юнікод (монолітний)  | Мала   | 1105           | 0451                | 002121         | 00000100 01010001                   |
| Юнікод (розкладання) | Велика | 68485896       | 0415 0308           | 00405201410    | 00000100 00010101 00000011 00001000 |
| Юнікод (розкладання) | Мала   | 70583048       | 0435 0308           | 00415201410    | 00000100 00110101 00000011 00001000 |
| ISO 8859-5           | Велика | 161            | A1                  | 241            | 10100001                            |
| ISO 8859-5           | Мала   | 241            | F1                  | 361            | 11110001                            |
| КОІ-8                | Велика | 179            | B3                  | 263            | 10110011                            |
| КОІ-8                | Мала   | 163            | A3                  | 243            | 10100011                            |
| Windows-1251         | Велика | 168            | A8                  | 250            | 10101000                            |
| Windows-1251         | Мала   | 184            | B8                  | 270            | 10111000                            |

У мові HTML велику літеру Ё можна записати як Ё чи Ё, а малу ё — як ё чи ё.

## Розкладка клавіатури
Літера «ё» міститься в стандартній російській розкладці клавіатури для Microsoft Windows. Через віддаленість літери «ё» від основних літер на клавіатурі (ё = ~), з часом літера «ё» використовується в процесі набору текстів все рідше і рідше. У зв'язку з цим, з'являються групи людей, що підтримують ідею обов'язкового використання літери «ё» в російській мові.
Хоча літера «ё» не входить в нинішню українську абетку, вона містилася в стандартній українській розкладці клавіатури для Microsoft Windows, при цьому в розкладці не містився використовуваний для набору українських текстів апостроф. Тільки у Windows Vista це непорозуміння було виправлене.